# True Lies (ER)
True Lies is de twaalfde aflevering van het tweede seizoen van de televisieserie ER, die voor het eerst werd uitgezonden op 25 januari 1996.

## Verhaal
Carter beseft dat Helen Rubadoux niet beter wordt en verteld dit aan haar man Ruby, die wordt woedend op Carter omdat hij al die tijd gelogen heeft tegen hem.
Dr. Greene probeert een manier te vinden om zijn dochter, Rachel, in te lichten over de naderende scheiding van hem en zijn vrouw. Ondertussen bloeit er iets moois tussen Dr. Greene en Dr. Lewis.
Dr. Ross krijgt een jonge patiënt onder zijn hoede met een ex-alcoholverslaafde als vader. Hij heeft zijn leven gebeterd en wil zorgen voor zijn zoon. Dr. Ross heeft hierover zijn twijfels maar Hathaway vraagt hem een kans te geven.
Dr. Benton gaat naar het diner bij Dr. Vucelich en neemt Jeanie Boulet mee als zijn partner. Na het diner vraagt Dr. Vucelich of hij interesse heeft of hij voor hem wil werken, hij heeft hier wel interesse in.
De hilariteit is groot op de SEH als Dr. Morgenstern binnengebracht wordt met een gebroken been. Hij is gekleed in een Schotse kilt, deze heeft hij aan omdat hij deelnam aan een bijeenkomst van zijn Schotse familie.

## Rolverdeling

### Hoofdrol
- Anthony Edwards - Dr. Mark Greene
- Christine Harnos - Jennifer Greene
- Yvonne Zima - Rachel Greene
- George Clooney - Dr. Doug Ross
- Eriq La Salle - Dr. Peter Benton
- Sherry Stringfield - Dr. Susan Lewis
- Ron Rifkin - Dr. Carl Vucelich
- CCH Pounder - Dr. Angela Hicks
- William H. Macy - Dr. David Morgenstern
- Noah Wyle - John Carter
- Gloria Reuben - Jeanie Boulet
- Julianna Margulies - verpleegster Carol Hathaway
- Lily Mariye - verpleegster Lily Jarvik
- Yvette Freeman - verpleegster Haleh Adams
- Deezer D - verpleger Malik McGrath
- Conni Marie Brazelton - verpleegster Connie Oligario
- Suzanne Carney - OK verpleegster Janet
- Lyn Alicia Henderson - ambulancemedewerker Pamela Olbes
- Montae Russell - ambulancemedewerker Dwight Zadro
- Charles Noland - E-Ray

### Gastrol
- Red Buttons - Jules 'Ruby' Rubadoux
- Billye Ree Wallace - Helen 'Silvie' Rubadoux
- Tim De Zarn - Mr. Krawczyk
- Jesse Littlejohn - Noah Krawczyk
- Jessica Steen - Karen Hardy
- Richard Penn - Dave Donovan
- Eileen Ryan - Barbara Dean
- Ernest Perry Jr. - Server
- Pamela Salem - Marian Vucelich
- Channing Chase - Claire
- Robert Silver - Dr. Martin Adelstein
- Lorna Raver - Dr. Anne Adelstein

en vele andere